# 涙枯れるまで泣く方がいいかも
涙枯れるまで泣く方がいいかも（なみだかれるまでなくほうがいいかも）は、かつて存在していた電子掲示板。略称の「涙枯」「なみかれ」で呼ばれていた。

## 概要
CGI-Stationで配布されていたAnsQ.を改造した一行返答式の掲示板。本来、AnsQ.は質問を書いて不特定多数がそれに返答することを想定したCGIだが、なみかれはこれを「お題をふってネタで返す」という様態に発展させた。
ハンドル名入力欄は存在せず、最大250文字の返答欄で頓智を効かせて短く切り返すのが粋とされる独特の文化を持つ。他の掲示板に見られるような連帯感はなく、シュールなやり取りが行われ、「なみかれは妖精のあつまりだから・・・」との言葉がそれを端的に表している。
利用層はあやしいわーるど住人と被っており、歴史的にも関係が深い。背景色もあやしいわーるどのそれと同一のものを用いている。

## 歴史
- 1998年1月、カガヤにより正式名称「あなたの疑問をうっすら解決〜愛のにゃはぴょん人生相談室〜暇つぶしシステム ver0.xx 涙枯れるまで泣くほうがいいかも」として、カガヤ運営のサイト内で始まる[6]。初期は内輪の友人の溜まり場だったが、その友人の広報によりあやしいわーるどやBlackBoxを含む多数のアングラ掲示板から参加者が集う。
- 5月、なみかれがサーバー負荷で閉鎖した際に、あやしいわーるど主催者のしばが亜流掲示板「奈美ってば、彼氏募集中なの」転じて「なみてばアンダーグラウンド」を開設した。これはなみかれがアングラ色の薄い志向だったので、アングラ寄りのなみかれとして設けられた。
- 6月14日、なみかれ2を経て再開したなみかれ3において、黄金期を迎える。膨大なレス量と質の高さが一致した。
- 7月15日、PerlDUKEによる荒らしを受けてサーバーダウンを繰り返し、待避所の「うっすらなみかれ繋ぎ」が開設。
- 9月、あやしいわーるど閉鎖により、住民が流れ込む。
- 9月24日、カガヤにより「にゃはぴょんCGI工房」が開設され、なみかれスクリプトが配布されたため、独自のなみかれが多数設けられるようになる。
- 9月28日、なみかれ3が閉鎖され4が新設するもダウンを繰り返す。翌日29日、5が設けられるもこちらも不安定であったため、利用者は双方を行き来することになる。「高卒死ねば？」「ドキュン」の考案者マミー石田はなみかれ4〜5時代の常連で、なみかれでも学歴煽りが飛び交った。
- 1999年2月28日、サーバー会社からの苦情で移転。
- 4月2日、6が有料サーバー上で始まるが五月に消滅。6閉鎖後はてんちょの「涙枯れるまで泣く方が善い@2000」が準メインとなる。
- 2000年、管理者のカガヤが7,8の新設を仄めかすも、12月19日に「しばらく休みます」と発言して引退。
- 9月5日、@2000が閉鎖後は波野の「涙枯れるまで泣くほうがいいかも？（なみかれX）」がメインで十月初旬まで続き、同時におちょこの「なみかれII」が並立。
- 2002年初頭、「なみかれ9」が開始、2月、波野が「なみかれZ」を立て「なみかれG」に発展。9,G,IIの三頭体制となる。
- 2003年4月10日、9,G,IIの三つが同時に閉鎖。9のみが再開。